# (34087) 2000 PA7
2000 PA7 (asteroide 34087) é um asteroide da cintura principal. Possui uma excentricidade de 0.09496360 e uma inclinação de 0.92071º.
Este asteroide foi descoberto no dia 1 de agosto de 2000 por Crni Vrh em Crni Vrh.